# 筑波大学附属驹场中学校及高等学校
筑波大学附属驹场中学校及高等学校（日语： / 英語：）是日本一所国立男子完全中学，其坐落于东京都世田谷区的池尻。该校亦被称呼为“筑驹（つくこま）”。

## 学校简介
筑波大学附属驹场中学校及高等学校的前身是于1947年成立的一所国立学校，它当时是旧制东京农业教育专门学校的附属新制中学校。它目前是国立中学校及高等学校里的唯一的男校。尽管现在该校属于筑波大学的附属学校，但是并没有升学筑波大学的特别内部升学名额。筑波大学附属驹场中学校及高等学校设立初期将中學限制为120人；而高校为160人。不过发展到现在，中學已经扩招为123人，而高校则扩招到164人；也就是每个班从最初的40人增至41人。
“驹场的自由”、“六年的自由空间”及“自由阔达”等词语都表达了筑波大学附属驹场中学校及高等学校的自由校风，并且它还是一所没有指定制服的无校服制完全中学。由于筑波大学附属驹场中学校及高等学校所在地曾是驹场农学校，作为对传统的继承，该校保留了学生去水田种植水稻的学农活动；而这块稻田也被称为“凯尔纳稻田”。

## 学校沿革
- 1947年——学校成立，当时学校名为“东京农业教育专门学校附属中学校（東京農業教育専門学校附属中学校）”。
- 1952年——学校改名为“东京教育大学附属驹场中学校及高等学校（東京教育大学附属駒場中学校・高等学校）”。
- 1953年——高等部每年级增设1个班。
- 1956年——本学年入学的中等部新生开始采用“中高一贯制教育”。
- 1962年——中等部调整为每年级2个班；高等部调整为每年级4个班。
- 1970年——中等部调整为每年级3个班。
- 1978年——学校改名为“筑波大学附属驹场中学校及高等学校（筑波大学附属駒場中学校・高等学校）”。
- 2004年——学校管理权移交至国立大学法人筑波大学。

## 关联学校
- 东京教育大学
- 筑波大学
  - 筑波大学附属小学校（日语：筑波大学附属小学校）
  - 筑波大学附属中学校及高等学校
  - 筑波大学附属坂户高等学校（日语：筑波大学附属坂戸高等学校）
  - 筑波大学附属视觉特别支援学校（日语：筑波大学附属視覚特別支援学校）（视觉障碍）
  - 筑波大学附属听觉特别支援学校（日语：筑波大学附属聴覚特別支援学校）（听觉障碍）
  - 筑波大学附属大冢特别支援学校（日语：筑波大学附属大塚特別支援学校）（智能障碍）
  - 筑波大学附属桐丘特别支援学校（日语：筑波大学附属桐が丘特別支援学校）（运动障碍（英语：Movement disorders））
  - 筑波大学附属久里滨特别支援学校（日语：筑波大学附属久里浜特別支援学校）（自闭症）
- 神奈川大学附属中及高等学校（日语：神奈川大学附属中・高等学校）——该校建立前曾得本校大力支持，该校首任校长系借调本校副校长。